# Bruno Pius Ngonyani
Bruno Pius Ngonyani (* 8. August 1945 in Magaura, Tansania) ist ein tansanischer Geistlicher und emeritierter römisch-katholischer Bischof von Lindi.

## Leben
Bruno Pius Ngonyani empfing am 8. November 1974 das Sakrament der Priesterweihe.
Am 6. Oktober 1990 ernannte ihn Papst Johannes Paul II. zum Bischof von Lindi. Der Papst persönlich spendete ihm am 6. Januar des folgenden Jahres im Petersdom die Bischofsweihe; Mitkonsekratoren waren der Offizial im Staatssekretariat des Heiligen Stuhls, Kurienerzbischof Giovanni Battista Re, und der Sekretär der Kongregation für die Bischöfe, Kurienerzbischof Justin Francis Rigali.
Papst Franziskus nahm am 9. April 2022 seinen altersbedingten Rücktritt an.